# Munkbron 9

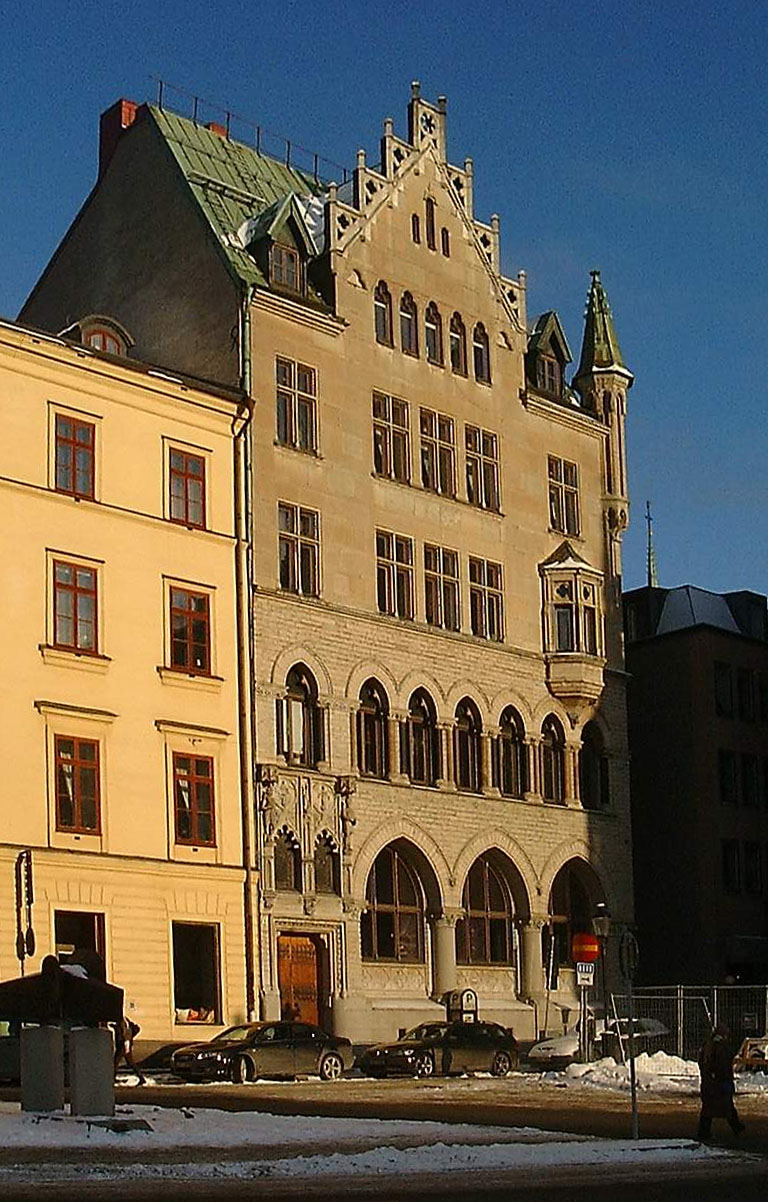
Munkbron 9

Munkbron 9 är adressen till den fastighet (kv Milon 12) på Munkbron i Gamla stan i Stockholm som uppfördes mellan 1891 och 1893 av Industrikreditaktiebolaget i Stockholm.
Huset var det första bankhuset på 20 år som uppfördes i staden och det ritades av arkitekten Erik Josephson. De nygotiska fasaderna utfördes i yxhultskalksten med rustik i de nedre två våningarna. Josephson lät placera bankhallen i bottenvåningen belyst av stora fönster mot gatan. Tidigare palatsscheman hade föreskrivit en bankhall en trappa upp i huset i den stora piano nobile. Här placerades nu istället styrelse- och kontorsrum, medan de övre våningarna upptogs av bostäder. Grundkonstruktionen var den första i Stockholm som utfördes av armerad betong och göts av Skånska Cementgjuteriet.
Interiören är än idag väl bibehållen. Sedan 1968 ägs fastigheten av Allmänna Änke- och Pupillkassan i Sverige som även har sitt kontor i byggnaden.